# Karlovy Vary (huyện)
Huyện Karlovy Vary (tiếng Séc: Okres Karlovy Vary) là một huyện (okres) nằm trong vùng Karlovy Vary của Cộng hòa Séc. Huyện Karlovy Vary có diện tích 1628 km², dân số năm 2002 là 121886 người. Thủ phủ huyện đóng ở Karlovy Vary. Huyện này có 55 khu tự quản.

## Các khu tự quản
Huyện Karlovy Vary có 55 khu tự quản sau: Abertamy - 
Andělská Hora - 
Bečov nad Teplou - 
Bochov - 
Boží Dar - 
Božičany - 
Březová - 
Černava - 
Chodov - 
Chyše - 
Čichalov - 
Dalovice - 
Děpoltovice - 
Hájek - 
Horní Blatná - 
Hory - 
Hroznětín - 
Jáchymov - 
Jenišov - 
Karlovy Vary - 
Kolová - 
Krásné Údolí - 
Krásný Les - 
Kyselka - 
Merklín - 
Mírová - 
Nejdek - 
Nová Role - 
Nové Hamry - 
Ostrov - 
Otovice - 
Otročín - 
Pernink - 
Pila - 
Potůčky - 
Pšov - 
Sadov - 
Smolné Pece -
Stanovice - 
Stráž nad Ohří - 
Stružná - 
Šemnice - 
Štědrá - 
Teplá -
Teplička - 
Toužim - 
Útvina - 
Valeč - 
Velichov - 
Verušičky - 
Vojkovice - 
Vrbice - 
Vysoká Pec - 
Žlutice